# Marco Zaffaroni
Marco Zaffaroni (Milán, Italia, 20 de enero de 1969) es un exjugador y entrenador de fútbol italiano. Actualmente está sin club.

## Trayectoria

### Como jugador
Sumó 88 apariciones (y un gol) en la Serie B, todas con el Taranto; luego disputó 500 partidos en Serie C en equipos como Solbiatese, Saronno, Legnano, Pro Patria, Monza, donde siempre se destacó por su profesionalismo, seriedad, carisma como líder del vestuario. Terminó su carrera como futbolista en Turate a los 40 años, para emprender de inmediato la de entrenador.

### Como entrenador
En 2009-10 ocupó el cargo de asistente del entrenador en Perugia y, a partir del año siguiente, se convirtió en entrenador del Folgore Verano, llevándolos a los playoffs. En 2011-12, la empresa se fusionó con U.S. Caratese (militante en la Serie D), dando origen a Folgore Caratese, del que será entrenador durante dos años. En la 2013-14 asumió el cargo de entrenador del Caronesse, también militante de la Serie D.
El 24 de mayo de 2016 se anunció su fichaje por el Monza, llevándolo al primer puesto de la tabla del grupo B de la Serie D, con la conquista del ascenso a la Lega Pro a falta de dos jornadas. El 22 de octubre de 2018 fue despedido por la empresa Brianza.
El 24 de junio de 2019, fue nombrado entrenador del club de la Serie C AlbinoLeffe. En su primer año terminó octavo en el grupo A de la Serie C, perdiendo la primera ronda de los play-offs. En la temporada siguiente, sin embargo, terminó séptimo y eliminó a Pontedera, Grosseto, Modena y Catanzaro en los play-offs, siendo luego eliminado en semifinales por Alessandria (1-2 y 2-2). El 24 de junio de 2021 se anunció su separación del club.
Tras la campaña positiva del club en los playoffs de la Serie C 2020-21, Zaffaroni fue contratado posteriormente como entrenador del Chievo para la temporada Serie B 2021-22. Sin embargo, tras la exclusión del club del fútbol profesional, se marchó al Cosenza, club que fue admitido para ocupar la vacante del Chievo en la segunda división italiana. Fue despedido el 6 de diciembre de 2021 después de que el club ganara 1 punto en 6 juegos y cayera al puesto N°16.
El 3 de diciembre de 2022, fue contratado como nuevo entrenador del Hellas Verona, con el técnico saliente Salvatore Bocchetti como su asistente. Sumó 26 puntos en 23 partidos, terminando la temporada regular en el penúltimo lugar, empatado a puntos con el Spezia por lo que tuvieron que jugar un desempate para mantenerse en la categoría. El 11 de junio de 2023, vencieron a los ligures por 3-1 para permanecer en la Serie A. No obstante, el 27 de junio, dejó oficialmente su cargo de común acuerdo con el club.
El 23 de octubre de 2023, Zaffaroni fue designado a cargo del Feralpisalò de la Serie B, en sustitución de Stefano Vecchi con un contrato hasta el final de la temporada.Durante su etapa en el club, sumó 28 puntos que no lograron revertir la tendencia negativa del equipo que descendió del penúltimo puesto con 33 puntos. Por tanto, al final de la temporada no fue confirmado por el club.
El 4 de noviembre de 2024, asumió al frente del Südtirol hasta junio de 2025.Sin embargo, el 9 de diciembre, fue despedido de su cargo después de perder sus cuatro partidos dirigidos.

## Clubes

### Como jugador
| Club            | País   | Año       |
| --------------- | ------ | --------- |
| FBC Saronno     | Italia | 1986-1987 |
| Torino          | Italia | 1987-1989 |
| Casarano Calcio | Italia | 1989-1990 |
| Taranto         | Italia | 1990-1993 |
| ASD Solbiatese  | Italia | 1993-1995 |
| Legnano         | Italia | 1995-1998 |
| FBC Saronno     | Italia | 1998-2000 |
| Pro Patria      | Italia | 2000-2004 |
| Monza           | Italia | 2004-2008 |
| Turate          | Italia | 2008-2009 |

### Como entrenador
| Club             | País   | Año       |
| ---------------- | ------ | --------- |
| Folgore Verano   | Italia | 2010-2011 |
| Folgore Caratese | Italia | 2011-2013 |
| S.C. Caronnese   | Italia | 2013-2016 |
| Monza            | Italia | 2016-2018 |
| AlbinoLeffe      | Italia | 2019-2021 |
| Chievo Verona    | Italia | 2021      |
| Cosenza Calcio   | Italia | 2021      |
| Hellas Verona    | Italia | 2022-2023 |
| Feralpisalò      | Italia | 2023-2024 |
| Südtirol         | Italia | 2024      |

## Palmarés

### Como entrenador

#### Campeonatos nacionales
| Título  | Club  | País   | Año     |
| ------- | ----- | ------ | ------- |
| Serie D | Monza | Italia | 2016-17 |